# Ricardo Martinelli
Ricardo Alberto Martinelli Berrocal GColIH (Cidade do Panamá, 11 de março de 1952) é um empresário e político panamenho. Foi presidente de seu país de 1 de julho de 2009 até 1 de julho de 2014. Junto com Manuel Antonio Noriega, ele é um dos dois líderes políticos panamenhos detidos nos Estados Unidos por processos judiciais de gravidade institucional.
Depois de ser extraditado para o Panamá, foi libertado pelos tribunais de primeira instância. No entanto, o processo continua com um novo recurso de julgamento em segunda instância e também enfrenta várias denúncias no Panamá relacionadas a casos de corrupção (Odebrech (atual Novonor), New Business, Financial Pacific, Blue Apple, entre outros).
Em julho de 2023 foi condenado a 10 anos e oito meses de prisão, por branqueamento de dinheiro na aquisição de um grupo de meios de comunicação social. Em causa estão acusações de branqueamento dos fundos que o ex-chefe de Estado utilizou para se tornar acionista da Editora Panamá América, proprietária de diversos diários, incluindo Critica ou Dia a Dia. Martinelli, que aspirava a uma nova candidatura presidencial em 2024, fica ainda obrigado a pagar uma multa de 17 milhões de euros.
Martinelli possui no Panamá uma rede de supermercados.
A 29 de julho de 2013 foi agraciado com o Grande-Colar da Ordem do Infante D. Henrique de Portugal.